# 10956 Vosges
10956 Vosges là một tiểu hành tinh vành đai chính với chu kỳ quỹ đạo là 1317.8961808 ngày (3.61 năm).
Nó được phát hiện ngày 24 tháng 9 năm 1960.